# Burnie City
Koordinaten: 41° 4′ S, 145° 53′ O

Die City of Burnie ist ein lokales Verwaltungsgebiet (LGA) im australischen Bundesstaat Tasmanien. Das Gebiet ist 618 km² groß und hat etwa 19.000 Einwohner (2016).
Burnie liegt im Nordwesten der Insel etwa 240 Kilometer nordwestlich der Hauptstadt Hobart. Das Gebiet umfasst 32 Ortsteile und Ortschaften: Acton, Brooklyn, Burnie, South Burnie, Upper Burnie, Canidale, Chasm Creek, Cooee, Downlands, Emu Heights, Hampshire, Havenview, Highclere, Hillgrove, Montello, Mooreville, West Mooreville, Natone, Upper Natone, Ocean Vista, Park Grove, Parkland, East Ridgley, West Ridgley, Romaine, Romaine Park, Round Hill, Shorewell Park, Stowport, Upper Stowport, Tewkesbury und Wivenhoe. Der Sitz des City Councils befindet sich im Stadtteil Burnie an der Küste im Nordosten der LGA, wo etwa 600 Einwohner leben (2016).

## Verwaltung
Der Burnie City Council hat neun Mitglieder. Der Mayor (Bürgermeister), sein Deputy (Stellvertreter) und sieben Aldermen werden direkt von den Bewohnern der LGA gewählt. Burnie ist nicht in Bezirke untergliedert.